# Усмихнатата къща
Усмихнатата къща е къща на бул. „Княз Борис I“ № 67 във Варна. Тя е най-характерният представител на сецесиона в града.
Къщата е дело на инж. Йосиф Хаджистоянов за нуждите на търговеца на кожи Стефан Милков. Върху еркера ѝ има барелеф на засмяно женско лице, което дава името на къщата. Един от ъглите на къщата е във форма на четвъртита колона с островърх купол. Пространствата над вратите и прозорците са украсени с флорални мотиви.